# Turistická značená trasa 7204
 Turistická značená trasa 7204 je 8,2 km dlouhá žlutě značená trasa Klubu českých turistů v okrese Trutnov spojující Špindlerův Mlýn a Špindlerovku. Její převažující směr je severovýchodní. Trasa se nachází na území Krkonošského národního parku.

## Průběh trasy
Turistická trasa má svůj počátek na rozcestí na východním okraji zástavby Špindlerova Mlýna na rozcestí s červeně značenou trasou 0402 z centra města na Luční boudu a výchozí zeleně značenou trasou 4203 na Richtrovy Boudy. Po krátkém úvodním úseku vedoucím po lesní pěšině trasa obchází nejprve západním a posléze severním úbočím Železný vrch po zpevněné lesní cestě nesoucí název Dřevařská cesta k Boudě u Bílého Labe. Závěrečné klesání tvoří chodník ze skládaných kamenů. U boudy jednak překonává stejnojmenný vodní tok a jednak se zde křižuje s modře značenou Weberovu cestu. Trasa 7205 odtud nejprve stoupá po pěšině proti proudu Čertovy strouhy severním a poté západním směrem a přimyká k cestě Hofmanka. Po ní stoupá severozápadním směrem úbočím Malého Šišáku pod Erlebachovy Boudy. Zde opouští Hofmanku a pěšinou stoupá k samotným boudám. Po silnici od nich pokračuje k Lužické boudě, kde vstupuje do souběhu se zeleně značenou trasou 4202 od Dívčích lávek. Společně stoupají loukou ke Špindlerovce, kde končí na rozcestí s červeně značenou Cestou česko-polského přátelství a zde rovněž končící modře značenou trasou 1882 od Medvědí boudy.

## Historie
Trasa měla původně svůj počátek v centru Špindlerova Mlýna.

## Turistické zajímavosti na trase
- Bouda u Bílého Labe
- Studánka u Bílého Labe
- Kaple svatého Františka na Erlebachových Boudách
- Špindlerovka